# Zachełmie (województwo zachodniopomorskie)
Zachełmie (niem.  Löpersdorf ) – osada w Polsce położona w województwie zachodniopomorskim, w powiecie łobeskim, w gminie Łobez. Według danych z 29 września 2014 r. miejscowość miała mieszkańców 78.
W latach 1818–1945 miejscowość administracyjnie należała do Landkreis Regenwalde (Powiat Resko) z siedzibą do roku 1860 w Resku, a następnie w Łobzie.
W latach 1975–1998 miejscowość administracyjnie należała do województwa szczecińskiego.
Ok. 0,9 km na północny wschód od Zachełmia znajduje się jezioro Helka.

## Zabytki
- park dworski, pozostałość po dworze[4]

## Osoby urodzone lub związane z Zachełmiem
- Georg von Loeper (ur. 2 stycznia 1863 Loepersdorf, powiat Regenwalde, zm. 13 stycznia 1938 w Wedderwill) — był niemieckim urzędnikiem administracyjnym, był burmistrzem, starostą (Landrat) i tajnym radcą.
- Johann Georg von Loeper (ur. 22 lipca 1819 w Wedderwill, zm. 13 czerwca 1900 w Szczecinie) — niemiecki parlamentarzysta, urzędnik (Landrat) i właściciel majątku ziemskiego w Zachełmiu.

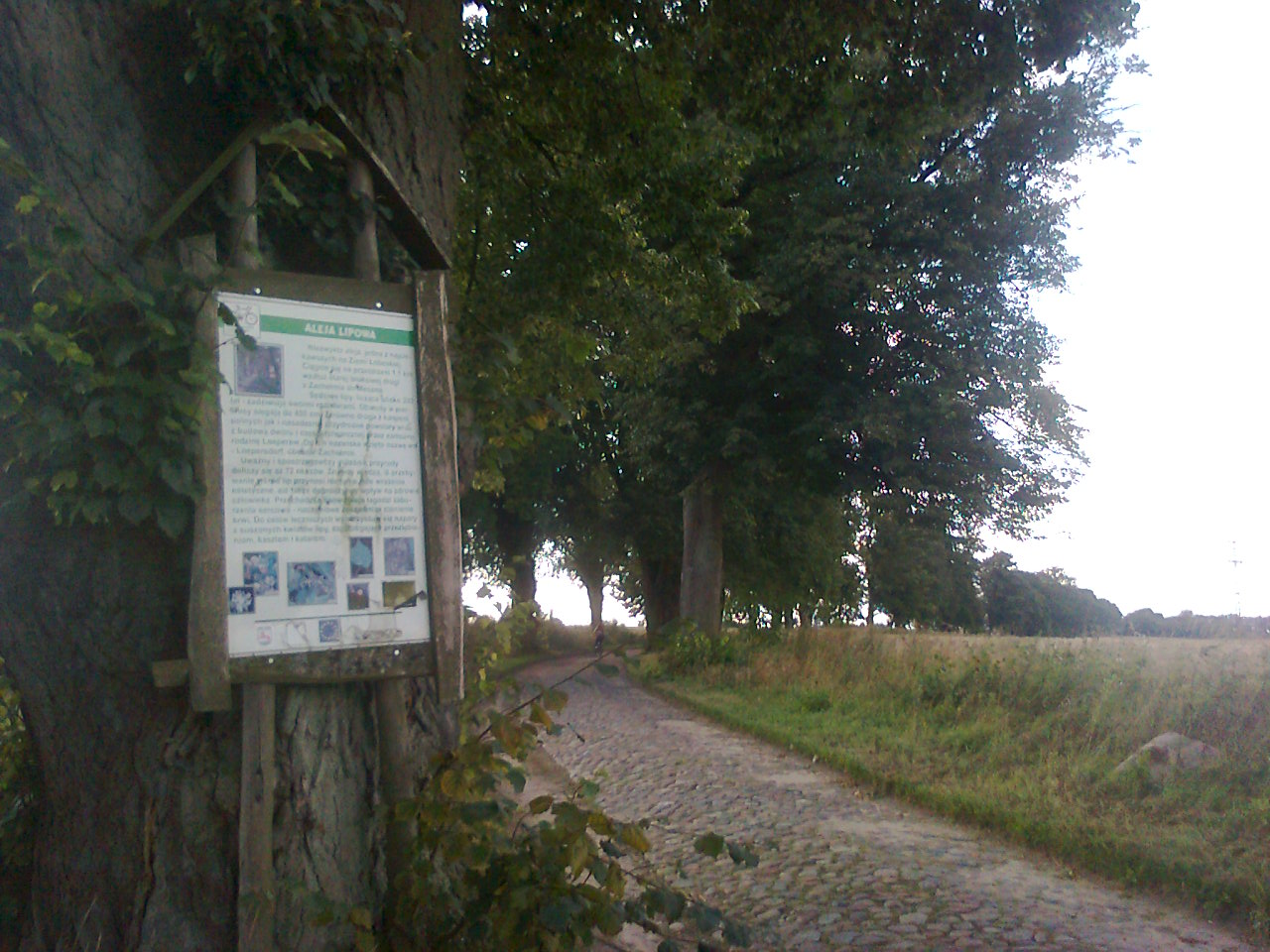
Aleja lipowa Zachełmie - Meszne